# ロングリーチ (クイーンズランド州)
ロングリーチ（Longreach）は、オーストラリア・クイーンズランド州にある町。人口は3,124人（2021年）。

## 概要
海から700km離れた内陸部に位置している。小さな町ではあるが、人口密度の低い地域にあるため広域を管轄する拠点となっている。
ロングリーチはカンタス航空の創業地として有名である。1920年のことであり世界有数の歴史を持つ航空会社である。当時の格納庫が現存しており博物館として公開されている。1970年にエリザベス2世とフィリップ (エディンバラ公)が見学した。
ロングリーチ空港はブリズベンやタウンズビルと結ばれている。鉄道はロックハンプトンから線路が伸びており、旅客輸送はロングリーチ駅が終着駅となっている。

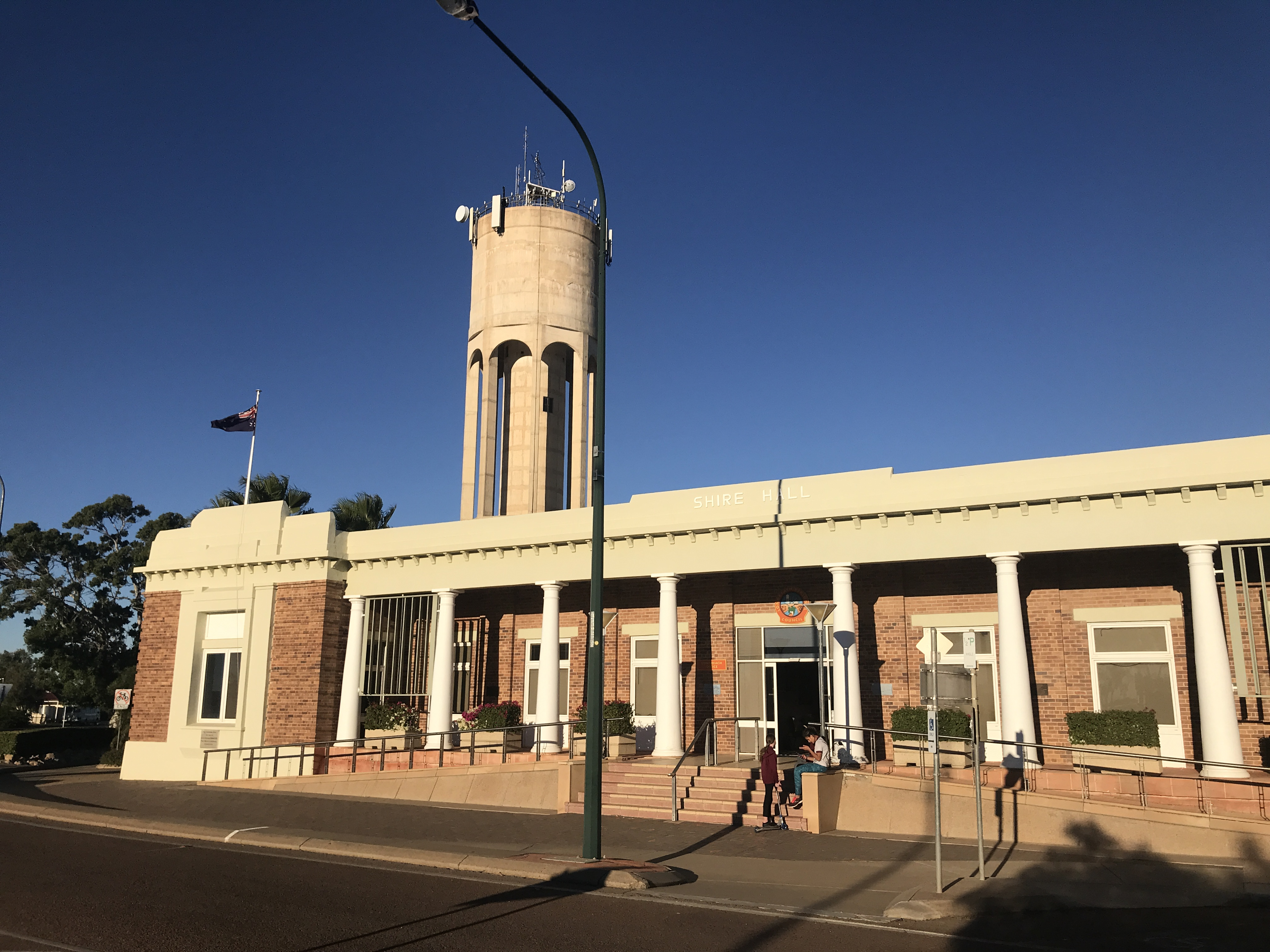
町役場
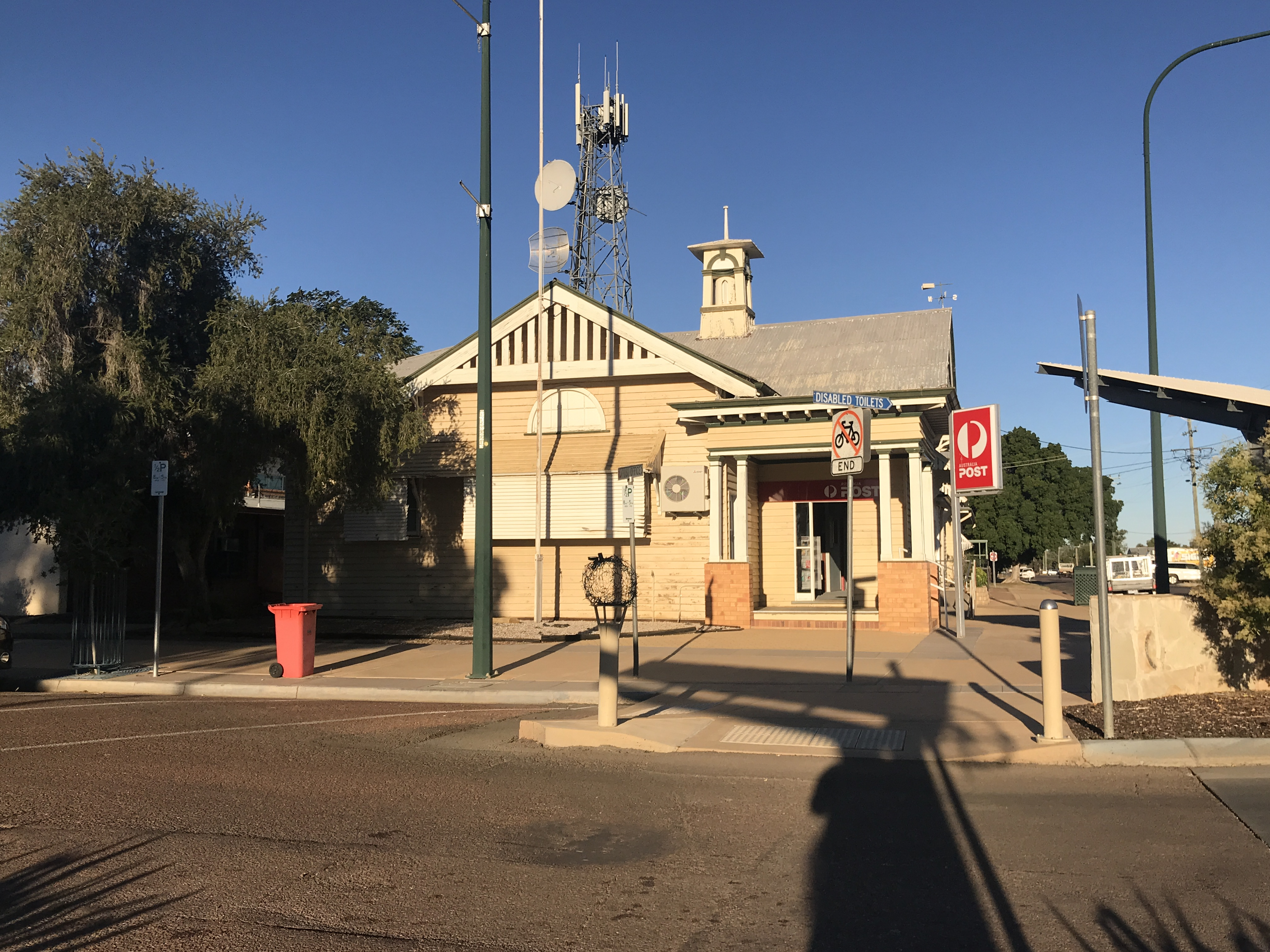
郵便局
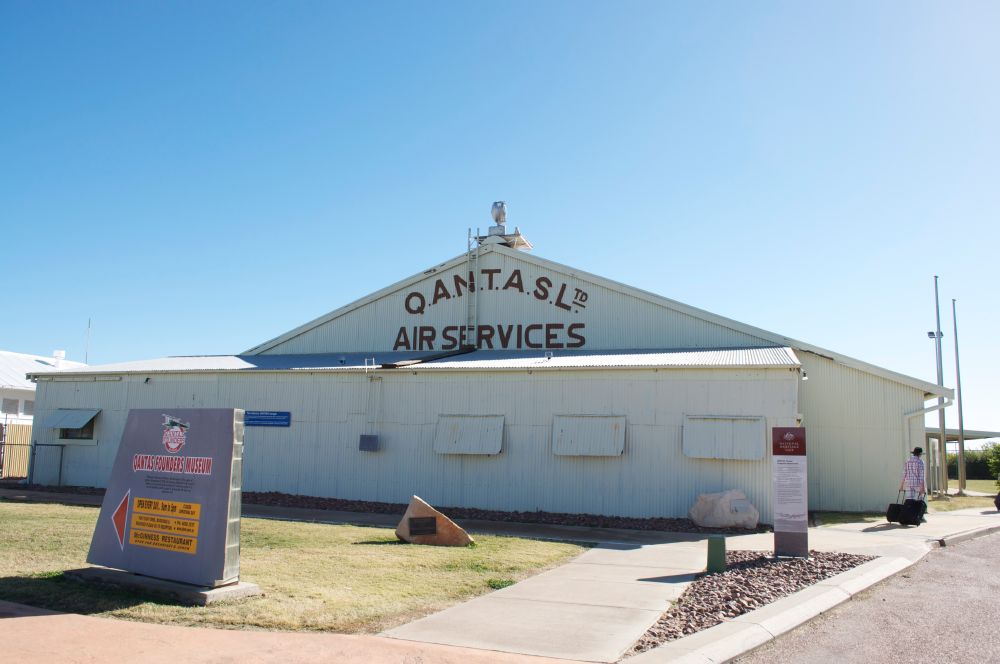
カンタス博物館